# Браун Фріда
Браун Фріда (1920 - 2009) — австралійська громадська діячка, яка займала посаду президента Союзу австралійських жінок.

## Життєпис
З 1964 року Фріда була віце-президентом Міжнародної демократичної федерації жінок (МДФЖ). На 7-му Конгресі МДФЖ в Берліні (1975 рік) Фріда була обрана президентом організації.